# Rolf Blättler
Rolf Blättler est un joueur de football suisse né le 24 octobre 1942 à Uster, dans le canton de Zurich, et mort le 12 mars 2024 à Minusio.

## Biographie
Il meurt le 12 mars 2024, à l'âge de 81 ans, des suites d'une longue maladie à Minusio,.

### En sélection
- 28 sélections, 13 buts en équipe de Suisse.
- Première sélection : Belgique-Suisse 1-0, le 22 octobre 1966 à Bruges
- Dernière sélection : Turquie-Suisse 2-0, le 18 novembre 1973 à Izmir

## Palmarès
- 1965 : meilleur buteur du Championnat de Suisse D1, avec 19 buts.
- 1966 : meilleur buteur du Championnat de Suisse D1, avec 28 buts.
- 1967 : meilleur buteur du Championnat de Suisse D1, avec 24 buts.